# Campeonato Mato-Grossense 1994
In 1994 werd het 52ste Campeonato Mato-Grossense gespeeld voor voetbalclubs uit de Braziliaanse staat Mato Grosso. De competitie werd georganiseerd door de FMF en werd gespeeld van 19 februari tot 11 juni. Operário werd kampioen.

## Eerste toernooi
De top vier kwalificeert zich voor het tweede toernooi, de groepswinnaar krijgen daar een bonuspunt. 

### Groep A
| Plaats | Club                      | Wed. | W | G | V  | Saldo | Ptn. |
| ------ | ------------------------- | ---- | - | - | -- | ----- | ---- |
| 1.     | Operário Várzea-Grandense | 12   | 7 | 1 | 4  | 20:9  | 15   |
| 2.     | Mixto                     | 12   | 6 | 3 | 3  | 15:11 | 15   |
| 3.     | Sorriso                   | 12   | 6 | 2 | 4  | 18:13 | 14   |
| 4.     | Sinop                     | 12   | 6 | 2 | 4  | 13:10 | 14   |
| 5.     | São José                  | 12   | 5 | 3 | 4  | 13:11 | 13   |
| 6.     | Tangará                   | 12   | 4 | 3 | 5  | 18:19 | 11   |
| 7.     | União de Vera             | 12   | 0 | 2 | 10 | 4:28  | 2    |

|  | Geplaatst voor tweede toernooi, play-off voor bonuspunt |
|  | Geplaatst voor tweede toernooi                          |

#### Play-off
|                |               |       |       |  |
| 1 mei Play-off | Operário      | 1 – 1 | Mixto |  |
| 1 mei Play-off |               |       |       |  |
| 1 mei Play-off | Strafschoppen |       |       |  |
| 1 mei Play-off | 6 - 5         |       |       |  |

### Groep B
| Plaats | Club                  | Wed. | W | G | V | Saldo | Ptn. |
| ------ | --------------------- | ---- | - | - | - | ----- | ---- |
| 1.     | Vila Aurora           | 12   | 6 | 4 | 2 | 11:6  | 16   |
| 2.     | Dom Bosco             | 12   | 4 | 6 | 2 | 13:8  | 14   |
| 3.     | Barra do Garças       | 12   | 4 | 6 | 2 | 15:11 | 14   |
| 4.     | Juventude             | 12   | 4 | 5 | 3 | 11:8  | 13   |
| 5.     | Cáceres               | 12   | 1 | 7 | 4 | 6:9   | 9    |
| 6.     | União de Rondonópolis | 12   | 1 | 7 | 4 | 9:15  | 9    |
| 7.     | Grêmio Jaciara        | 12   | 3 | 3 | 6 | 9:17  | 9    |

|  | Geplaatst voor tweede toernooi, krijgt daar bonuspunt |
|  | Geplaatst voor tweede toernooi                        |

## Tweede toernooi
De clubs werden verdeeld over twee groepen en speelden telkens heen en terug tegen de clubs uit de andere groep. De vier beste clubs over beide groepen plaatsten zich voor de halve finales.

### Eerste fase

#### Groep C
| Plaats | Club                      | Wed. | W | G | V | Saldo | Ptn. |
| ------ | ------------------------- | ---- | - | - | - | ----- | ---- |
| 1.     | Operário Várzea-Grandense | 8    | 5 | 3 | 0 | 14:5  | 14   |
| 2.     | Sorriso                   | 8    | 6 | 2 | 0 | 13:5  | 14   |
| 3.     | Sinop                     | 8    | 5 | 0 | 3 | 8:6   | 10   |
| 4.     | Mixto                     | 8    | 3 | 2 | 3 | 7:8   | 8    |

|  | Geplaatst voor de halve finales |
|  | Play-off voor halve finale      |

#### Groep D
| Plaats | Club            | Wed. | W | G | V | Saldo | Ptn. |
| ------ | --------------- | ---- | - | - | - | ----- | ---- |
| 1.     | Dom Bosco       | 8    | 2 | 4 | 2 | 7:6   | 8    |
| 2.     | Vila Aurora     | 8    | 1 | 2 | 5 | 3:7   | 5    |
| 3.     | Barra do Garças | 8    | 2 | 1 | 5 | 8:13  | 5    |
| 4.     | Juventude       | 8    | 1 | 0 | 7 | 6:16  | 2    |

|  | Play-off voor halve finale |

#### Play-off
|                 |           |       |       |  |
| 31 mei Play-off | Dom Bosco | 2 – 0 | Mixto |  |
| 31 mei Play-off |           |       |       |  |

### Tweede fase
|  | Halve finale | Halve finale | Halve finale |   |          | Finale | Finale | Finale |
|  |              |              |              |   |          |        |        |        |
|  | Sinop        | 2            | 1            |   |          |        |        |        |
|  | Operário     | 2            | 4            |   |          |        |        |        |
|  | Operário     | 2            | 4            |   | Operário | 3      | 3      |        |
|  |              |              |              |   | Operário | 3      | 3      |        |
|  |              | Dom Bosco    | 1            | 2 |          |        |        |        |
|  | Dom Bosco    | Dom Bosco    | 1            | 2 | 2        | 2      |        |        |
|  | Dom Bosco    |              |              |   | 2        | 2      |        |        |
|  | Sorriso      | 1            | 2            |   |          |        |        |        |

## Kampioen
| Campeonato Mato-Grossense de 1994 |
| Mato-Grosso                       |
| --------------------------------- |
| OPERÁRIO Kampioen (10° titel)     |